# 孙沙
孙沙（1939年3月—），男，吉林东丰人，中国导演，原长春电影制片厂导演、艺术中心主任，中国电影家协会理事。